# Bahnhof Teine
Der Bahnhof Teine (jap. 手稲駅, Teine-eki) ist ein Bahnhof auf der japanischen Insel Hokkaidō. Er befindet sich am nordwestlichen Stadtrand von Sapporo im Stadtteil Teine-ku.

## Verbindungen
Teine ist ein Durchgangsbahnhof an der Hakodate-Hauptlinie von Hakodate über Otaru nach Sapporo, der wichtigsten Bahnstrecke Hokkaidōs. Diese wird von der Gesellschaft JR Hokkaido betrieben.
In Teine halten sämtliche Züge, die auf dem Teilstück zwischen Otaru und Sapporo verkehren; in beiden Richtungen fährt durchschnittlich alle 10 bis 20 Minuten ein Zug. Neben gewöhnlichen Regionalzügen sind dies Eilzüge über Sapporo hinaus nach Iwamizawa. Hinzu kommt der halbstündlich verkehrende Schnellzug Airport Liner zum Flughafen Neu-Chitose. Der dieselbetriebene Schnellzug Niseko Liner (ein Zugpaar täglich) verbindet Sapporo mit Kutchan.
Mit Anschlüssen zu mehr als drei Dutzend Buslinien ist Teine einer der wichtigsten Knotenpunkte des Busverkehrs in Sapporo. Sowohl auf dem nördlichen als auch auf dem südlichen Bahnhofsvorplatz befinden sich mehrere Bushaltestellen, die von den Gesellschaften JR Hokkaido Bus und Hokkaidō Chūō Bus bedient werden.

## Anlage
Der Bahnhof ist von Südosten nach Nordwesten ausgerichtet und besitzt vier Gleise. Sie dienen alle dem Personenverkehr und liegen an zwei Mittelbahnsteigen. Das Empfangsgebäude weist die Form eines Reiterbahnhofs auf, der die Gleise überspannt. Es ist im Südwesten direkt mit einem Wohn- und Geschäftsgebäude verbunden.
Im Fiskaljahr 2014 wurden durchschnittlich 14.895 Fahrgäste pro Tag gezählt, womit Teine der am zweitmeisten frequentierte Bahnhof von JR Hokkaido ist.

## Bilder

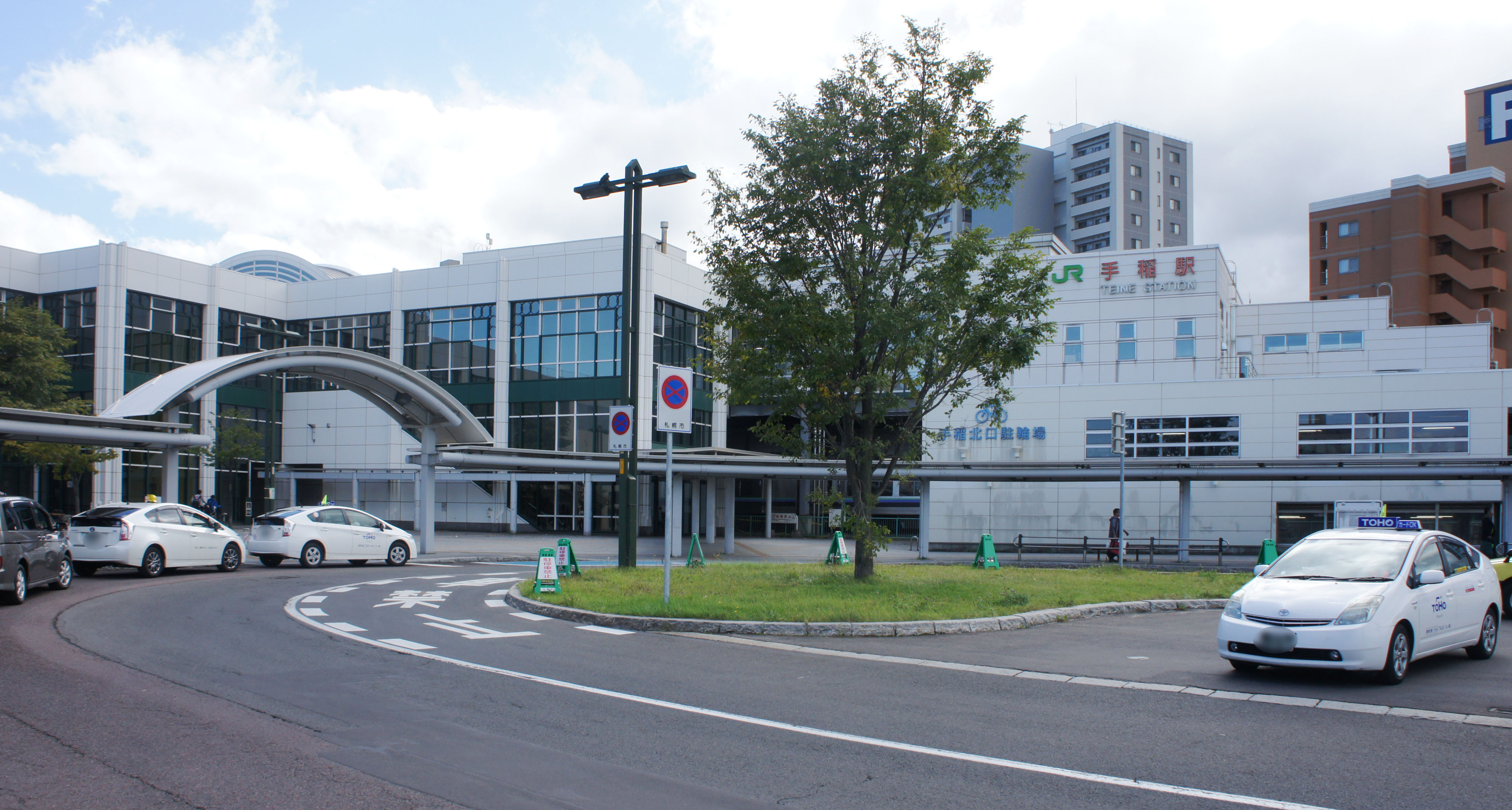
Nordausgang
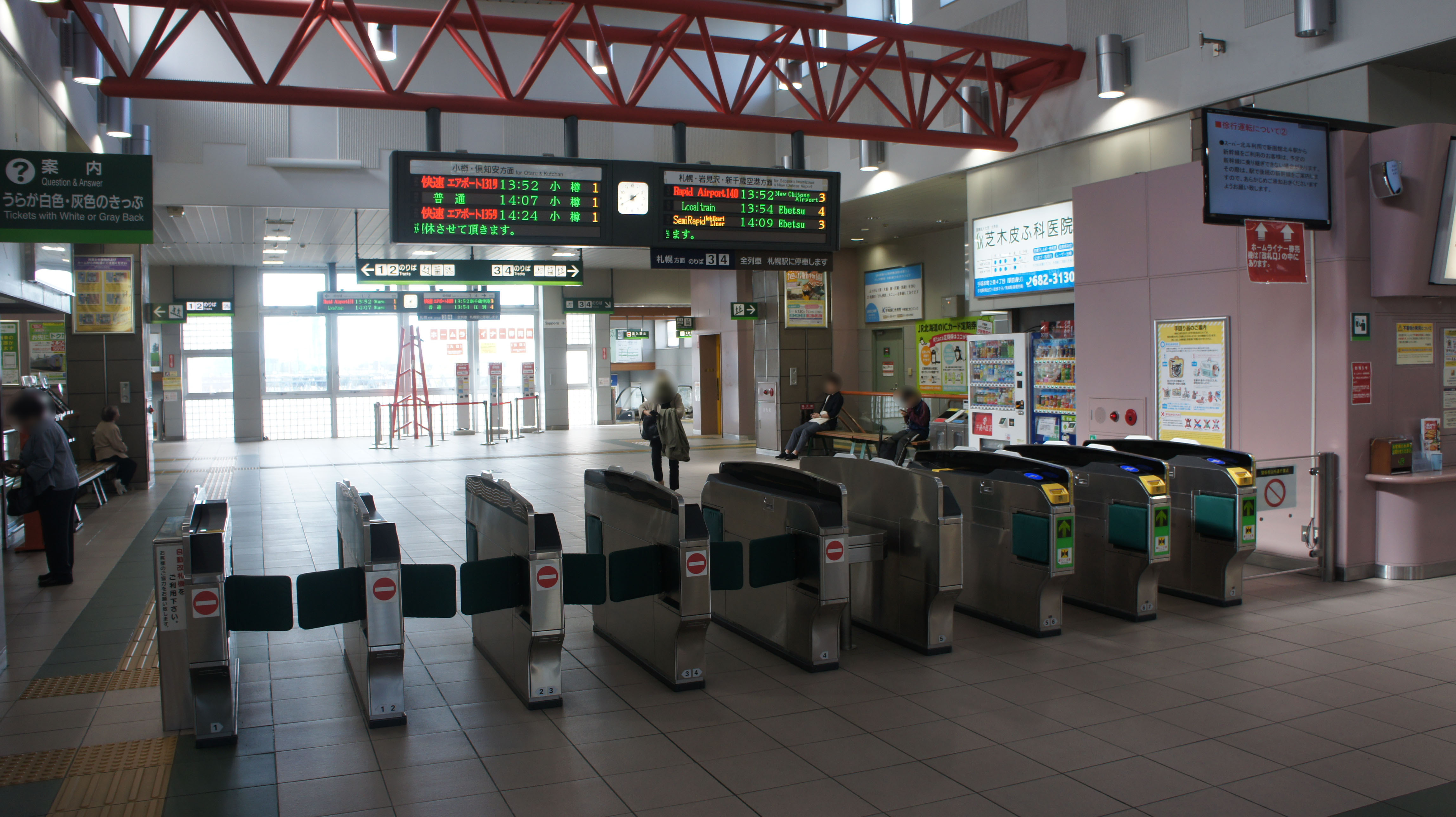
Bahnsteigsperren
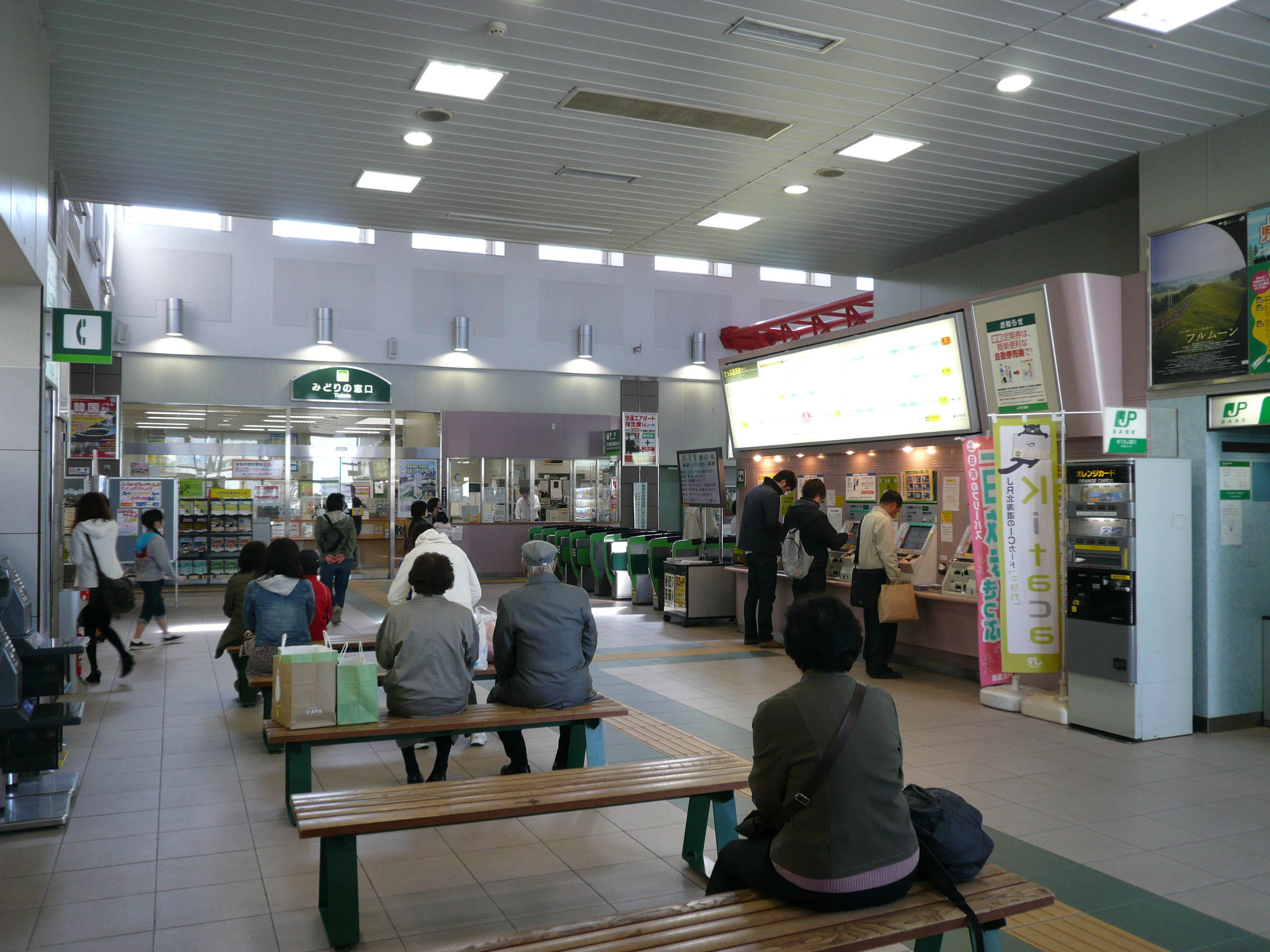
Haupthalle
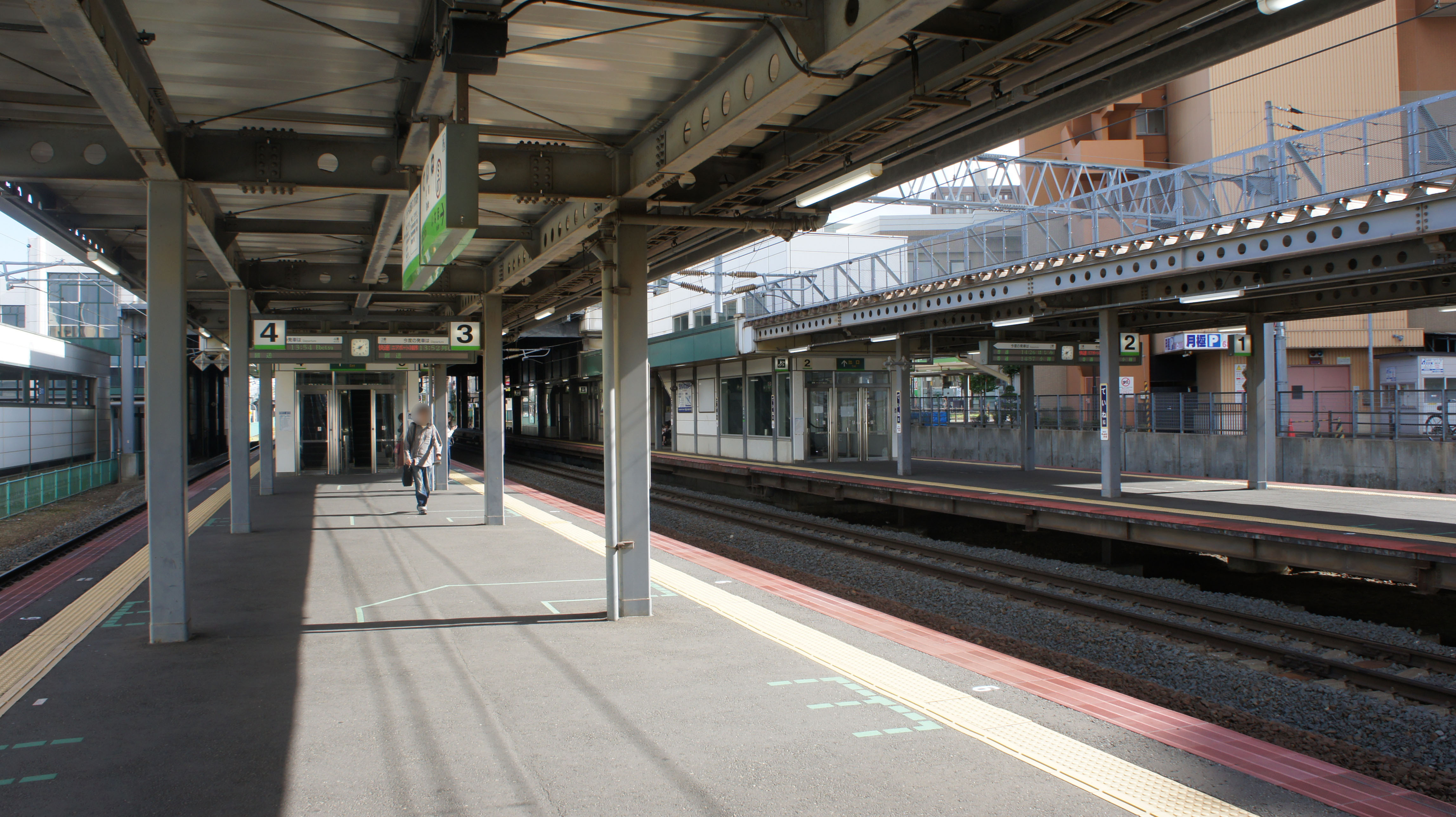
Mittelbahnsteig
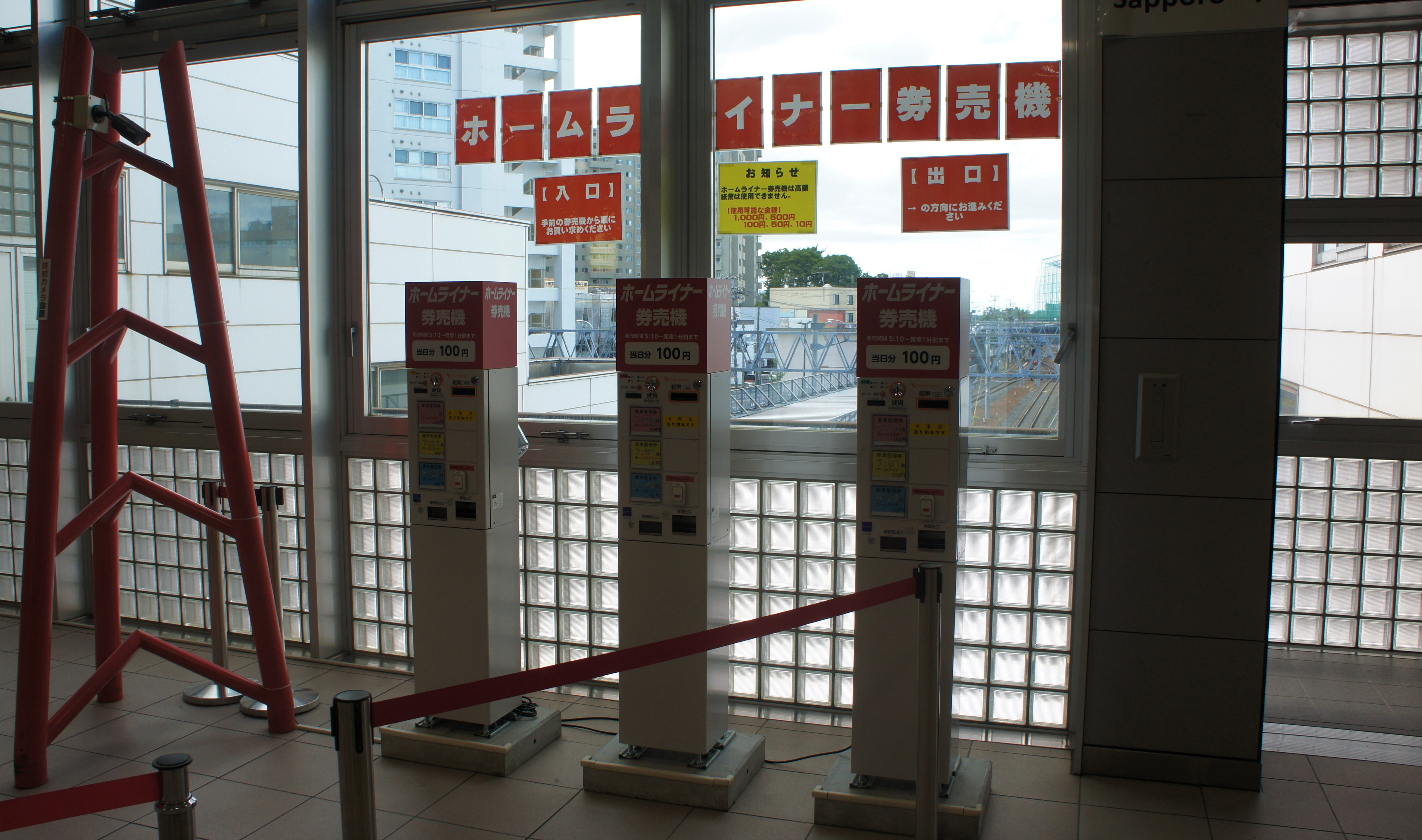
Homeliner-Ticketautomat

## Gleise
| 1 | ▉ Hakodate-Hauptlinie | Otaru • Kutchan (v. a. Schnell- und Eilzüge)                             |
| 2 | ▉ Hakodate-Hauptlinie | Otaru (v. a. Regionalzüge)                                               |
| 2 | ▉ Hakodate-Hauptlinie | Sapporo • Iwamizawa • Flughafen Neu-Chitose (v. a. Regionalzüge)         |
| 3 | ▉ Hakodate-Hauptlinie | Sapporo • Iwamizawa • Flughafen Neu-Chitose (v. a. Schnell- und Eilzüge) |
| 4 | ▉ Hakodate-Hauptlinie | Sapporo • Iwamizawa • Flughafen Neu-Chitose (v. a. Regionalzüge)         |

## Linien
| Verlauf der Hakodate-Hauptlinie |
| --- |
| Hakodate • Goryōkaku • Kikyō • Ōnakayama • Nanae • Shin-Hakodate-Hokuto • Niyama • Ōnuma • Ōnumakōen • Akaigawa • Komagatake • Mori • Katsuragawa • Ishiya • Hon-Ishikura • Ishikura • Otoshibe • Nodaoi • Yamakoshi • Yakumo • Washinosu • Yamasaki • Kuroiwa • Kita-Toyotsu • Kunnui • Oshamambe • Futamata • Warabitai • Kuromatsunai • Neppu • Mena • Rankoshi • Konbu • Niseko • Hirafu • Kutchan • Kozawa • Ginzan • Shikaribetsu • Niki • Yoichi • Ranshima • Shioya • Otaru • Minami-Otaru • Otaru-Chikkō • Asari • Zenibako • Hoshimi • Hoshioki • Inaho • Teine • Inazumikōen • Hassamu • Hassamuchūō • Kotoni • Sōen • Sapporo • Naebo • Shiroishi • Atsubetsu • Shinrinkōen • Ōasa • Nopporo • Takasago • Ebetsu • Toyohoro • Horomui • Kami-Horomui • Iwamizawa • Minenobu • Kōshunai • Bibai • Chashinai • Naie • Toyonuma • Sunagawa • Takikawa • Ebeotsu • Moseushi • Fukagawa • Osamunai • Chikabumi • Asahikawa Sawara-Zweigstrecke: Ōnuma • Chōshiguchi • Shikabe • Oshima-Numajiri • Oshima-Sawara • Kakarima • Oshironai • Higashi-Mori • Mori |

## Geschichte

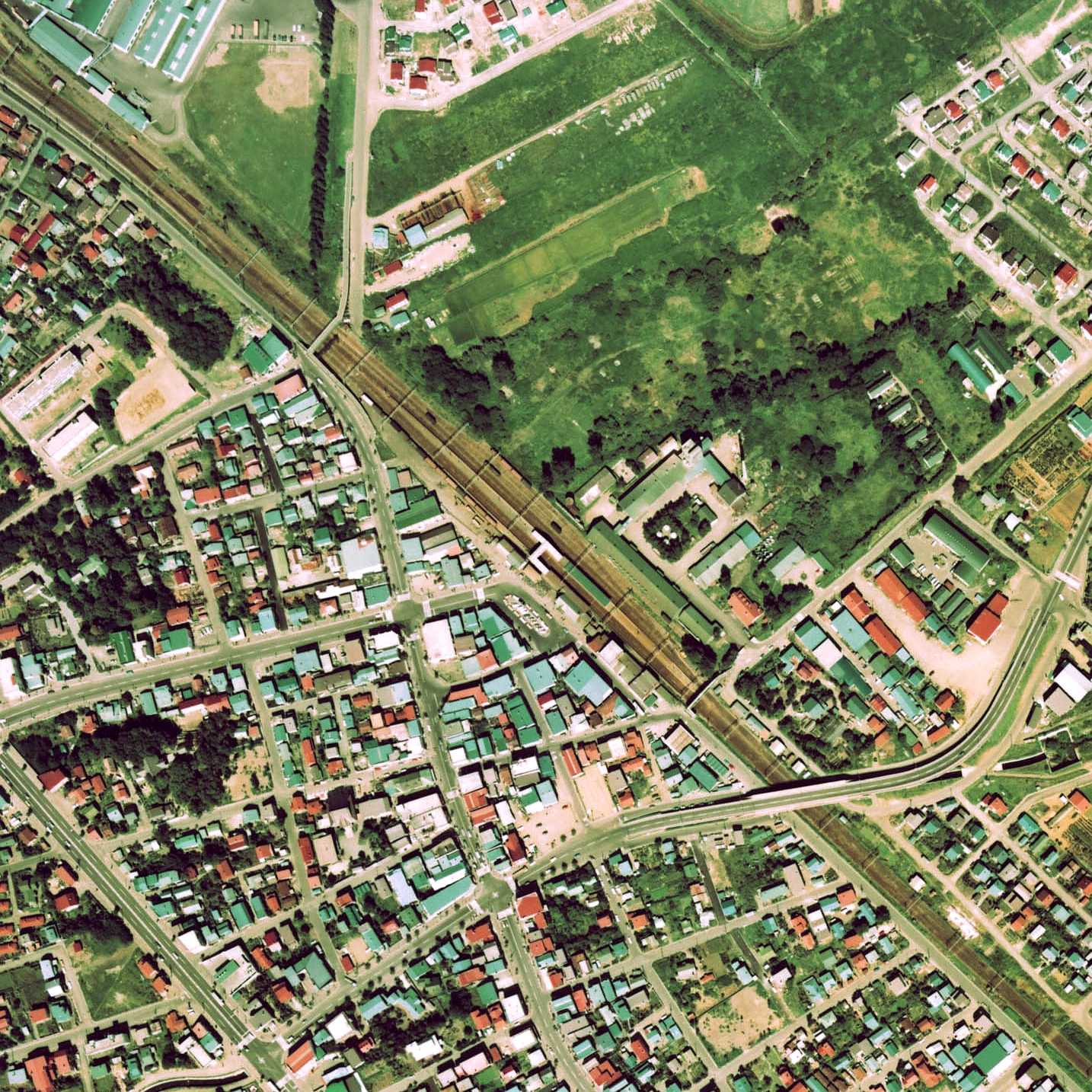
Luftansicht (1976)

Die staatliche Bahngesellschaft Horonai Tetsudō eröffnete am 28. November 1880 die erste Bahnstrecke Hokkaidōs zwischen Sapporo und Temiya (Otaru). Am heutigen Standort des Bahnhofs entstand zunächst ein Bedarfshalt namens Garugawa (軽川). Nachdem im Oktober 1881 der Güterumschlag aufgenommen worden war, erfolgte drei Jahre später die definitive Eröffnung des Bahnhofs. 1889 wurde die Horonai Tetsudō an die Bergbau- und Bahngesellschaft Hokkaidō Tankō Tetsudō verkauft, diese wiederum am 1. Juli 1906 verstaatlicht. 1909 baute das Eisenbahnamt (das spätere Eisenbahnministerium) die Strecke Otaru–Sapporo zweigleisig aus.
Im Mai 1921 gründete sich die Gesellschaft Karuishi kidō, die eine Kleinbahn von Garugawa nach Ishikari baute. Die am 28. Oktober 1922 eröffnete Karuishi-Bahn war 8,2 km lang und besaß eine Spurweite von 762 mm; die Wagen wurden von Pferden gezogen. Der Bau einer 10 km langen Verlängerung nach Ishikari-hotori kam nie zustande. Der Betrieb ruhte ab September 1937 und am 23. Oktober 1940 wurde die Bahn endgültig stillgelegt.
Der Bahnhof Garugawa erhielt am 15. November 1952 seinen heutigen Namen. Die Japanische Staatsbahn elektrifizierte am 28. August 1968 das durch Teine führende Teilstück der Hakodate-Hauptlinie. Sie stellte am 1. Oktober 1980 den Güterumschlag aus Kostengründen ein, am 14. März 1985 auch die Gepäckaufgabe. Im Rahmen der Staatsbahnprivatisierung ging der Bahnhof am 1. April 1987 in den Besitz der neuen Gesellschaft JR Hokkaido über. Nach mehrjähriger Bauzeit wurde am 25. Mai 2002 der vollständig neu errichtete Bahnhof eröffnet; die Kosten betrugen 5 Milliarden Yen (ca. 45 Millionen Euro).